# Awash (ville)
Pour les articles homonymes, voir Awash (homonymie).
Awash ou Āwash, en guèze አዋሽ, est une ville du centre de l'Éthiopie située sur la rivière Awash, à l'extrême méridionale de la dépression de l'Afar et à l'est du volcan Fentale et de la capitale Addis-Abeba. Le chemin de fer reliant Addis-Abeba à la ville de Djibouti passe par Awash, peuplée de 11 053 habitants.

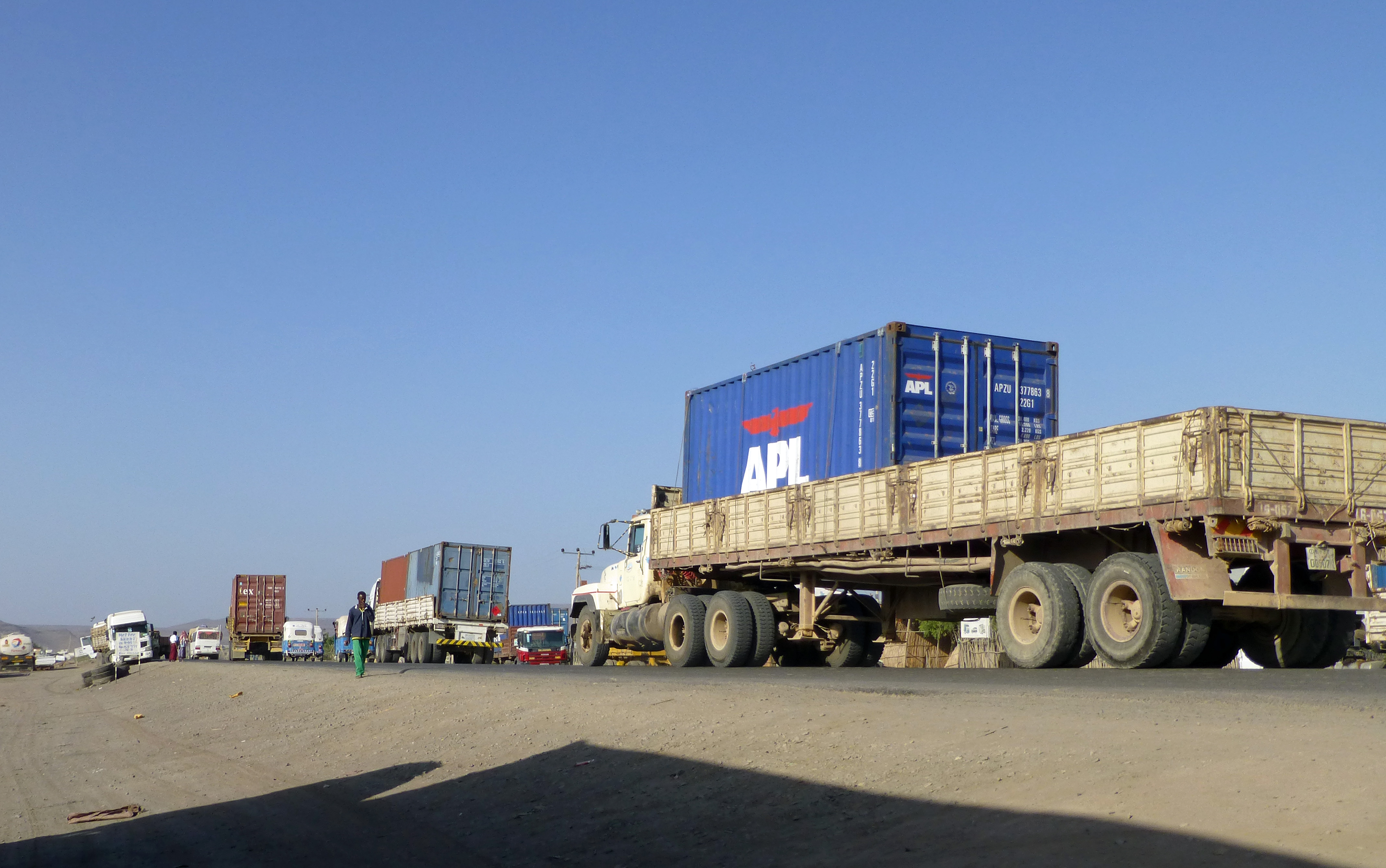
Important trafic routier à Awash en direction d'Addis-Abeba et de Djibouti.